# Urocystis juncophila
Urocystis juncophila är en svampart som först beskrevs av Daniel McAlpine, och fick sitt nu gällande namn av Vánky 1983. Urocystis juncophila ingår i släktet Urocystis och familjen Urocystidaceae.   Inga underarter finns listade i Catalogue of Life.